# 21679 Беттіпалерміті
21679 Беттіпалерміті (21679 Bettypalermiti) — астероїд головного поясу, відкритий 8 вересня 1999 року.
Тіссеранів параметр щодо Юпітера — 3,623.